# O Escriba Sentado
O Escriba Sentado é uma escultura produzida no Antigo Egito representando um escriba durante seu trabalho, atualmente exposta no museu do Louvre em Paris. Foi descoberta em Sacará em 1850. Data do período da IV dinastia do Reino Antigo, por volta de 2620 a 2500 a.C.